# Benedetto Caliari
Pour les articles homonymes, voir Caliari.
Benedetto Caliari (Vérone 1538 - Venise 1598) est un peintre italien né dans une famille d'artistes. Son père Gabriele Caliari est un architecte et tailleur de pierre et son frère, Paolo Caliari, mieux connu sous le nom de Véronèse, est un célèbre peintre maniériste.
Benedetto Caliari et les deux fils de Véronèse, Carlo (ou Carletto) Caliari (1570-1596) et Gabriele Caliari (1568-1631), sont les principaux collaborateurs de Véronèse. Benedetto Caliari, qui est environ dix ans plus jeune que Véronèse, est connu pour avoir eu une grande part dans les structures architecturales des peintures de Véronèse.
Après la mort de Véronèse en 1588, Benedetto, Carlo et Gabriele achèvent les peintures que le maître n'a pas finies. Les collections du centre universitaire Carrare de Bergame (Italie), du musée d'art de Cleveland, du musée de l'Ermitage, de l'académie des arts d'Honolulu, du Kunsthistorisches Museum Wien de Vienne et du musée des beaux-arts de Caen regroupent des œuvres de Benedetto Caliari.